# Ole Vardinghus
Ole Vardinghus (født 10. marts 1959) er en dansk digter, der har udgivet digtsamlinger, blandt andet debutdigtsamlingen Man indløser billet til håbet fra 2003.
Ole Vardinghus skriver livsfilosofiske og samfundskritiske digte, med skæve synsvinkler og ironi. Han har udpræget sans for at jonglere med ord. 
Har ydet bidrag til antologier, tidskrifter og blade.